# Ноговицын, Олег Михайлович
Оле́г Миха́йлович Ногови́цын (8 апреля 1955 — 1 августа 2019) — российский философ и педагог, жил и работал в Санкт-Петербурге.
Основные направления мысли: онтология формы и метафизические основания поэтики русской прозы.
Кандидат философских наук, доцент кафедры Центра переподготовки и повышения квалификации по филологии и лингвострановедению СПбГУ Один из основателей в 1990 г. «Высшей религиозно-философской школы».

## Философия
Философия Ноговицына О. М. представляет собой последовательную разработку понятия «форма» в её движении от бытия к мышлению через ряд формообразований. При этом форма понимается как деятельность мышления, как способ бытия содержания. Согласно Ноговицыну О. М., форма есть проявление активности сознания и мышления в мире, которое понимается не как созидание мира (теология), но как его упорядочивание (онтология). Собственно, задача философии и состоит в выявлении этой деятельности формы, фактически — в познании нашей субъективной деятельности в мире, познании самих себя.
Первое проявление формы мы обнаруживаем уже в чувстве, в телесной деятельности чувствования (телесная форма). Эта телесная деятельность через восприятие поднимается до рассудочного счета. Собственно счет и его дальнейшее развитие — «сложение» представляет собой высшее проявление телесной формы. В телесной форме выделяются собственно отдельные формы -«Одно», «повторение», «воспроизведение», «операция», «счет порядковый», «счет количественный», «сложение».
Дальнейшее развитие форма получает в мышлении, где она дана в своей чистоте. Эта форма есть causa sui (причина самого себя). Мышление представляет собой не просто мышление содержания (чувственного в телесной форме), но прежде всего — мышление себя. На этом пути — выявления мышлением своих оснований — развивается философия чистых форм мышления. Это «тождество», «причина», «форма как таковая», «воспроизведение», «действие», «действие опосредующее само себя», «форма форм», «целое», «число». Согласно Ноговицыну О. М., мышление связано с «умножением». В отличие от счета и сложения, где деятельность «мыслительной формы» осуществляется над «телесной формой», в «умножении» мышление совершает операции над самим собой. Только в мышлении число дано как число, а не как «место» в счетном ряде.
Исследования Ноговицына О. М. находятся в стадии постоянного творческого поиска и регулярно обсуждаются на семинаре «Онтология формы».

## Метафизические исследования поэтики русской классической прозыXIX века
На основе текстуального анализа произведений Лермонтова, Гоголя, Достоевского, Чехова, Толстого, Бальзака, Борхеса О. М. Ноговицын выделяет «формальную», онтологическую, «неописательную» поэтику в отличие от «содержательной» поэтики классического европейского романа.
Так, герои литературного произведения (например Тургенева и Бальзака) полностью подчинены текстуальной стихии, захвачены текстом, который их описывает (содержательная поэтика). Для таких персонажей нет ничего, кроме текста, который их описывает, нет никакого «зазора» между персонажем, его волей и «волей» текста. В этом смысле, персонаж полностью подчинен власти писателя. Другое дело «персонажи без свойств» — например герои Достоевского. Его персонажи являются самостоятельными субъектами, которые имеют своё отношение к тексту (для них самих — миру), который их описывает. Такие герои постоянно рефлексивны. Для самого героя различено — его жизнь и сознавание этой жизни, сюжет и его отношение к сюжету. О. М. Ноговицын предложил назвать такие персонажи «онтологическими». В этом случае, сюжет — то, что происходит с самим героем — становится несущественным. Не в этом, следовательно, становится и интерес художественного произведения. 

«Интерес произведения, то есть пишущего и читающего его — в том, чтобы выяснить отношение сознания героя к жизни героя. Поэтому автор — не тот, кто „размышляет“ над происходящим, с какой-то целью выставляя его, вообще „описывает“ его, а тот, кто размышляет над отношением сознания к жизни, кто мыслит о самой возможности мыслить, и кто делает предметом для себя само право делать жизнь предметом. Автор не описывает, а сознает герою. Поэтика двух компонентов — сознания и бытия, автора и героев, — то есть содержательная поэтика, уступает место поэтике, где „бытием“ является отношение к бытию, а „сюжетом“ — отношение героя к сюжету. Возникает „трехчленная“ поэтика, целиком занятая возможностью писать пишущего, или оправданием себя как поэтики. Художественное творчество так же погружается в собственную форму, как метафизика».

Сознавать своё отношение к тексту — значит сопротивляться его стихии. О. М. Ноговицын обнаруживает несколько способов (форм), каким «онтологический» герой устанавливает своё отношение — авторство — по отношению к тексту (для него миру), который его охватывает — «усиленное сознание», нарочитая намеренность, акцентуация на ситуации, эпатаж, мистерия зла, театрализация, шутовство и др. Все эти особенности поэтики русской прозы зафиксированы с методологической точностью и философской аккуратностью. О. М. Ноговицыным впервые обоснована та интуитивная догадка, что русская философия XIX века смогла выразить себя только в литературной форме — в произведениях русских писателей Лермонтова, Гоголя, Достоевского, Чехова, которые тем самым явились предшественниками философии экзистенциализма.